# Cissus subhastata
Cissus subhastata är en vinväxtart som beskrevs av Gagnepain. Cissus subhastata ingår i släktet Cissus och familjen vinväxter. Inga underarter finns listade i Catalogue of Life.